# Yoriko-寄子-
『yoriko-寄子-』は、櫛山晃美、高田宏太郎主演・香月秀之原作・棚木和人監督・脚本による日本映画。
美しい夏の海を背景に、前世の記憶をめぐるラブストーリーで、2007年第5回モナコ国際映画祭で、原作賞（ベストオリジナルストーリーアワード）と、脚本賞（ベストライターアワード）の2冠を受賞した作品。劇場公開日は、2008年4月5日。ミニシアターのシネマライズ（東京都渋谷区）でのみ上映された。

## ストーリー
アルバイトで生計を立てながら小説を書いている駆け出しの作家、稲泉悟（高田宏太郎）は、出版社で働く明日香の紹介で編集長の鹿島に原稿を持ち込むチャンスをもらう。その作品自体は、「魂が感じられない」と一蹴されるのだが、悟の才能を見込む鹿島は、自分の別荘を創作活動のラストチャンスの場として貸し出す。静かな別荘で執筆活動に励む悟だったが、なかなか筆は進まず、葛藤する日々を過ごすそんなある日、海辺で寄子（櫛山晃美）と名乗る美しい女性に出会い、恋に落ちる。まるで結ばれることが運命のことだったかのように、深い愛で結ばれる二人。悟は寄子への愛に突き動かされるように執筆活動に没頭するのだが、筆が進めば進むほど、寄子の表情が曇っていくことに、悟は気付かなかった。夏が終わりに近づき、ついに小説が完成する間近で、ある日突然、寄子は姿を消してしまう。

## 登場人物
- 寄子 - 櫛山晃美
- 稲泉悟 - 高田宏太郎
- 鹿島 - 寺田農
- 桂亜沙美
- 町田政則
- 本城丸裕
- 片瀬まひろ
- 菊地龍
- 高橋聖二
- 菅沼公明

## スタッフ
- 監督 - 棚木和人
- 脚本 - 棚木和人、松島恵利子
- 原作 - 香月秀之
- プロデューサー - 萩尾友樹、田村淳、櫻井一葉
- エグゼクティブプロデューサー - 大和田廣樹
- 撮影 - 安田光
- 音楽 - MOKU
- 企画・製作 - ドリームキッド
- 企画協力 - レッドライスメディウム
- 制作会社 - フレッシュハーツ

## 主題歌
川嶋あい「リマインダー」